# Märker-Gruppe
Die Märker-Gruppe ist eine in der Baustoffbranche tätige Unternehmensgruppe. Konzernsitz ist Harburg (Schwaben) im Landkreis Donau-Ries in Bayern. Sie beschäftigt einschließlich Unternehmensbeteiligungen rund 600 Mitarbeiter. Die Unternehmen der Gruppe sind in den Bereichen Zement, Beton, Kalk, Kies, Umwelttechnik und Betonfertigteile tätig.

## Geschichte
Firmengründer August Märker gründete 1889 in Harburg ein Stein- und Zementwerk, das in den folgenden Jahrzehnten um eine Dampfziegelei und eine Portlandzement-Fabrik erweitert wurde. Das Unternehmen firmiert seit 1960 als Märker Zementwerk GmbH. Aufgrund einiger Zukäufe wurde 1994 die Märker Holding GmbH gegründet.

## Standorte

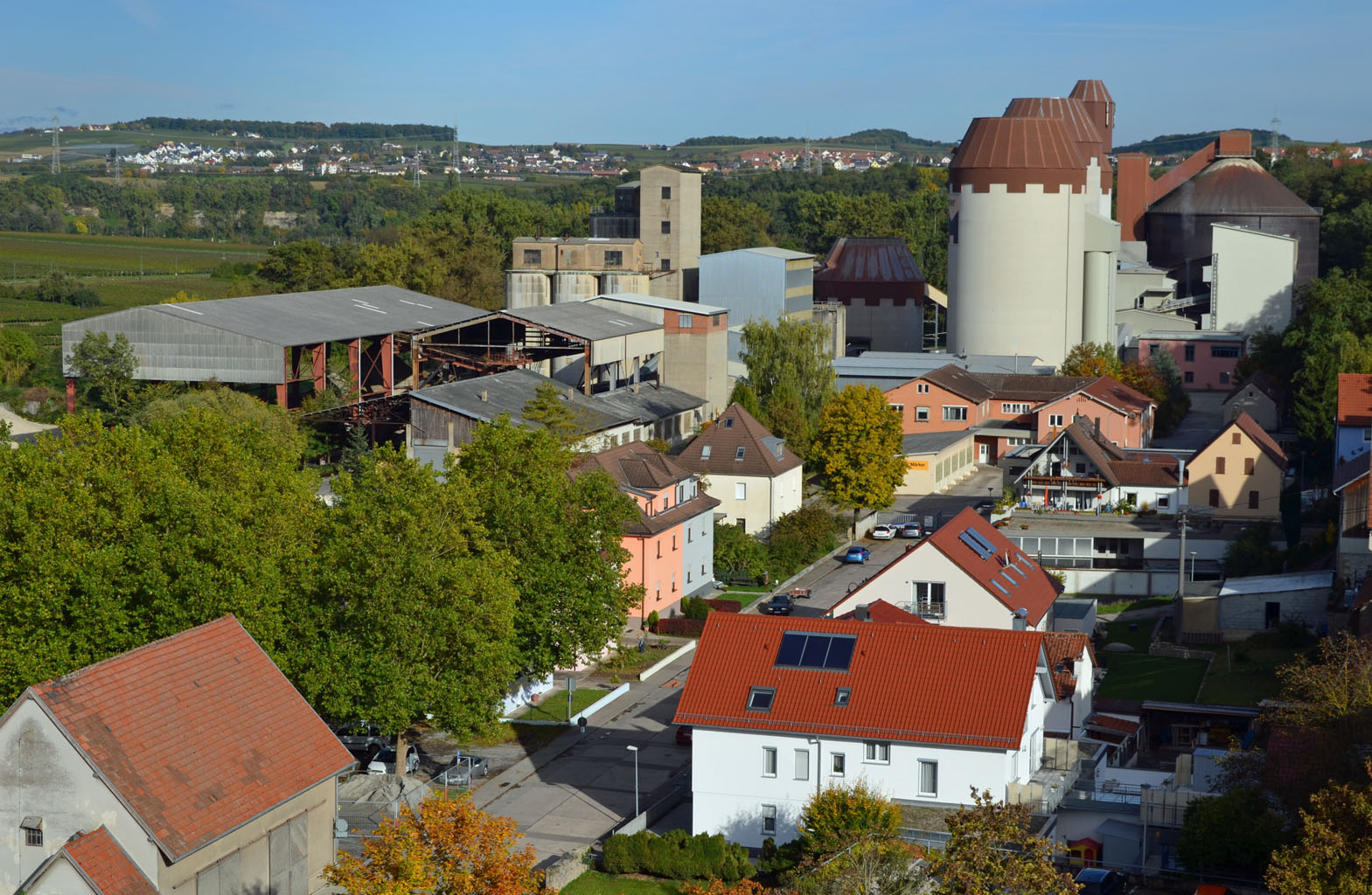
Märker-Zementwerk in Lauffen am Neckar (Okt. 2013)

Die Gruppe verfügt an verschiedenen Standorten in Bayern und Baden-Württemberg über:
- 2 Zementwerke in Harburg und Lauffen am Neckar
- 2 Kalkwerke in Harburg und Herrlingen
- 19 Transportbeton-Werke und
- ein Fertigteilwerk

Der Hauptsitz und die Hauptproduktionsstätte befindet sich im Südosten Harburgs rund um den Bahnhof.

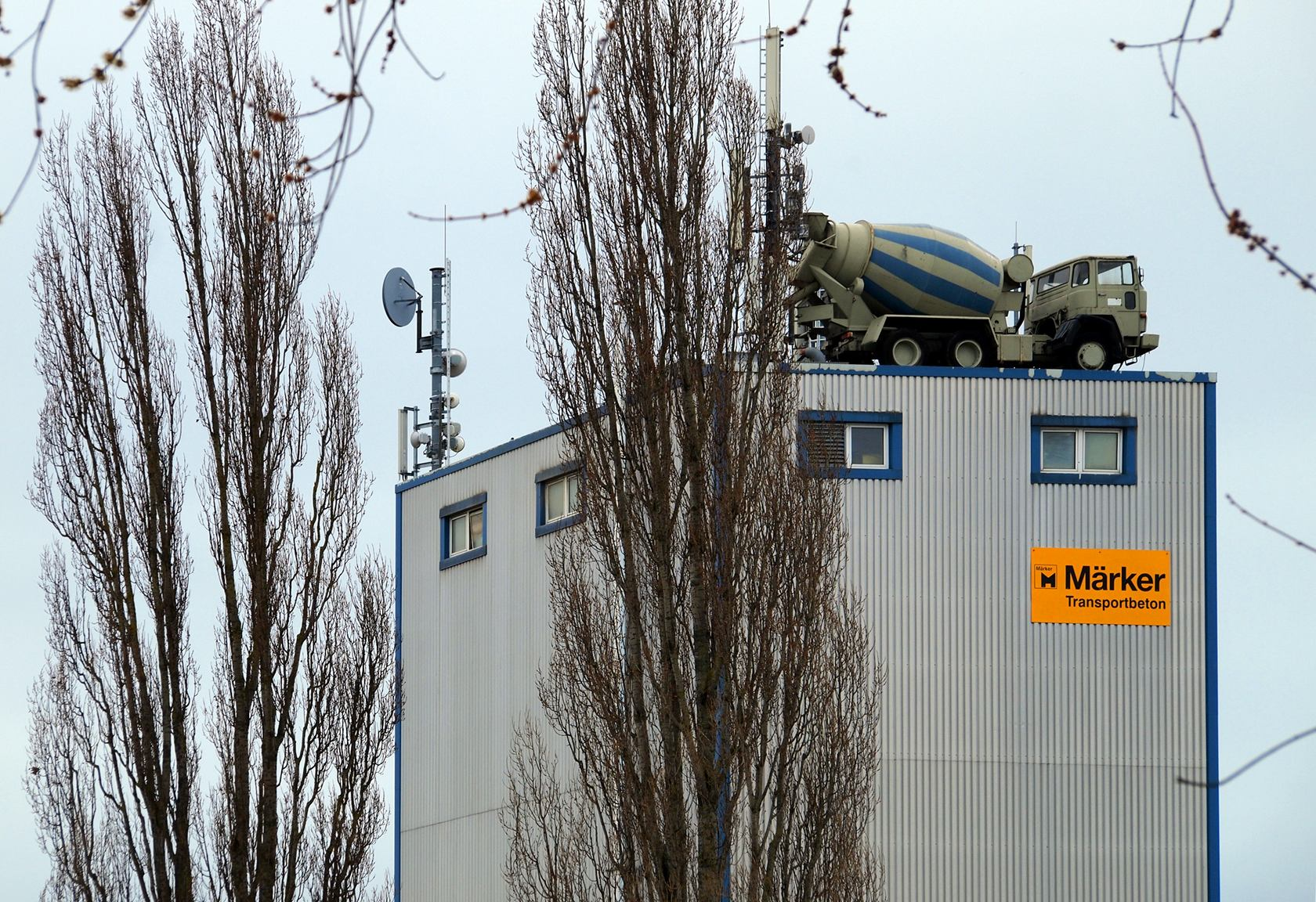
Manzbeton in Filderstadt gehörte 2012–2017 zur Märker-Gruppe.